# Чемпіонат Європи з легкої атлетики 2022
Чемпіонат Європи з легкої атлетики 2022 відбувся 15-21 серпня в Мюнхені в межах європейської першості з літніх видів спорту.
Надання баварській столиці права проводити європейську легкоатлетичну першість було анонсовано 12 листопада 2019.
До участі у змаганнях допускалися спортсмени, які виконали кваліфікаційні нормативи впродовж встановленого періоду.
Талісманом чемпіонату було обране білченя Фрайді (нім. Gfreidi).

## Призери

### Чоловіки
| Дисципліни                                                                  | Золото | Золото     | Срібло | Срібло      | Бронза | Бронза      |
| --------------------------------------------------------------------------- | --- | ---------- | --- | ----------- | --- | ----------- |
| 100 метрів протокол • відео                                                 | Марселл Джейкобс Італія | 9,95 CR    | Жарнел Г'юз Велика Британія | 9,99        | Джеремая Азу Велика Британія                                                                                                 | 10,13 PB    |
| 200 метрів протокол • відео                                                 | Жарнел Г'юз Велика Британія                                                                                                   | 20,07 SB   | Нетаніел Мітчелл-Блейк Велика Британія | 20,17       | Філіппо Торту Італія | 20,27       |
| 400 метрів протокол • відео                                                 | Меттью Гадсон-Сміт Велика Британія                                                                                            | 44,53      | Рікі Петруччіані Швейцарія | 45,03 SB    | Алекс Гейдок-Вілсон Велика Британія                                                                                          | 45,17       |
| 800 метрів протокол • відео                                                 | Маріано Гарсія Іспанія | 1.44,85 PB | Джейк Вайтман Велика Британія | 1.44,91 SB  | Марк Інгліш Ірландія | 1.45,19     |
| 1500 метрів протокол • відео                                                | Якоб Інгебрігтсен Велика Британія                                                                                             | 3.32,76 CR | Джейк Гейворд Велика Британія | 3.34,44     | Маріо Гарсія Іспанія | 3.34,88     |
| 5000 метрів протокол • відео                                                | Якоб Інгебрігтсен Норвегія | 13.21,13   | Мохамед Катір Іспанія | 13.22,98 SB | Єманеберхан Кріппа Італія | 13.24,83    |
| 10000 метрів протокол • відео                                               | Єманеберхан Кріппа Італія | 27.46,13   | Зерей Кбром Мезнгі Норвегія | 27.46,94 PB | Янн Шрюбб Франція | 27.47,13 PB |
| 110 метрів з бар'єрами протокол • відео                                     | Асьєр Мартінес Іспанія | 13,14      | Паскаль Мартіно-Лагард Франція | 13,14       | Жуст Квау-Матей Франція | 13,33       |
| 400 метрів з бар'єрами протокол • відео                                     | Карстен Варгольм Норвегія | 47,12 CR   | Вільфрід Аппіо Франція | 48,56       | Ясмані Копелло Туреччина | 48,78       |
| 3000 метрів з перешкодами протокол                                          | Топі Райтанен Фінляндія | 8.21,80    | Ахмед Абдельвахед Італія | 8.22,35     | Осама Зогламі Італія | 8.23,44     |
| 4×100 метрів протокол (забіг 1) протокол (забіг 2) протокол (фінал) • відео | Велика БританіяДжеремая Азу Жарнел Г'юз Джона Ефолоко Нетаніел Мітчелл-Блейк Гаррі Айкінс-Айїтей (забіг) Томмі Ремдан (забіг) | 37,67 CR   | ФранціяМеба Мікаель Зезе Пабло Матео Раян Зезе Джіммі Віко | 37,94 SB    | ПольщаАдріан Бжезинський Пшемислав Словиковський Патрик Викрота Домінік Копец Матеуш Сюда (забіг)                            | 38,15 NR    |
| 4×400 метрів протокол (забіг 1) протокол (забіг 2) протокол (фінал) • відео | Велика БританіяМеттью Гадсон-Сміт Чарльз Добсон Дейві Льюїс Алекс Гейдок-Вілсон Джозеф Браєр (забіг) Ріо Мітчем (забіг)       | 2.59,35 SB | БельгіяАлександер Дом Жульєн Ватрен Кевін Борле Ділан Борле Йонатан Борле (забіг) Йонатан Сакур (забіг)                                                        | 2.59,49     | ФранціяЖіль Бірон Лоїк Прево Тео Андан Тома Жордьє Сімон Бойпа (забіг)                                                       | 2.59,64 SB  |
| Марафон протокол • відео                                                    | Ріхард Рінгер Німеччина | 2:10.21 SB | Мару Тефері Ізраїль | 2:10.23     | Гашау Аяле Ізраїль | 2:10.29 SB  |
| Марафон (командна першість)                                                 | ІзраїльМару Тефері (2:10.23) Гашау Аяле (2:10.29) Їмер Гетахун (2:10.56) Гірмеу Амаре (2:11.32) Омер Рамон (2:16.35)          | 6:31.48    | НімеччинаРіхард Рінгер (2:10.21) Аманаль Петрос (2:10.39) Йоганнес Мочман (2:14.52) Хендрік Пфайффер (2:16.04) Константин Ведель (2:16.09) Сімон Бох (2:21.39) | 6:35.52     | ІспаніяАяд Ламдассем (2:10.52) Хорхе Бланко (2:13.18) Данієль Матео (2:14.34) Яго Рохо (2:14.41) Абделязіз Мерзугі (2:19.47) | 6:38.44     |
| Ходьба 20 кілометрів протокол                                               | Альваро Мартін Іспанія | 1:19.11 PB | Персеус Карлстрем Швеція | 1:19.23     | Дієго Гарсія Іспанія | 1:19.45 SB  |
| Ходьба 35 кілометрів протокол                                               | Мігель Анхель Лопес Іспанія                                                                                                   | 2:26.49    | Крістофер Лінке Німеччина | 2:29.30 PB  | Маттео Джуппоні Італія | 2:30.34 PB  |
| Стрибки у висоту протокол • відео                                           | Джанмарко Тамбері Італія | 2,30       | Тобіас Потьє Німеччина | 2,27        | Андрій Проценко Україна | 2,27        |
| Стрибки з жердиною протокол • відео                                         | Арман Дюплантіс Швеція | 6,06 CR    | Бо Канда Літа Бере Німеччина | 5,85        | Пол Хеуген Ліллефоссе Норвегія                                                                                               | 5,75        |
| Стрибки у довжину протокол • відео                                          | Мільтіадіс Тентоглу Греція | 8,52 CR    | Тобіас Монтлер Швеція | 8,06        | Жуль Поммері Франція | 8,06        |
| Потрійний стрибок протокол                                                  | Педро Пічардо Португалія | 17,50      | Андреа Даллавалле Італія | 17,04       | Жан-Марк Понв'ян Франція | 16,94       |
| Штовхання ядра протокол                                                     | Філіп Міхалевич Хорватія | 21,88 SB   | Армін Сінанчевич Сербія | 21,39       | Томаш Станек Чехія | 21,26       |
| Метання диска протокол • відео                                              | Міколас Алекна Литва | 69,78 CR   | Крістьян Чех Словенія | 68,28       | Лоуренс Окоє Велика Британія                                                                                                 | 67,14 SB    |
| Метання молота протокол                                                     | Войцех Новицький Польща | 82,00 WL   | Халас Бенце Угорщина | 80,92 PB    | Ейвін Генріксен Норвегія | 79,45       |
| Метання списа протокол • відео                                              | Юліан Вебер Німеччина | 87,66      | Якуб Вадлейх Чехія | 87,28       | Лассі Етелятало Фінляндія | 86,44 PB    |
| Десятиборство протокол • відео                                              | Ніклас Кауль Німеччина | 8545 SB    | Зімон Егаммер Швейцарія | 8468 NR     | Янек Ийглане Естонія | 8346        |

### Жінки
| Дисципліни                                                                  | Золото | Золото         | Срібло | Срібло     | Бронза | Бронза      |
| --------------------------------------------------------------------------- | --- | -------------- | --- | ---------- | --- | ----------- |
| 100 метрів протокол • відео                                                 | Джина Люкенкемпер Німеччина | 10,99 SB       | Муджинга Камбунджі Швейцарія | 10,99      | Дерілл Нейта Велика Британія                                                                                  | 11,00       |
| 200 метрів протокол • відео                                                 | Муджинга Камбунджі Швейцарія | 22,32          | Діна Ашер-Сміт Велика Британія | 22,43      | Іда Карстофт Данія                                                                                            | 22,72       |
| 400 метрів протокол • відео                                                 | Фемке Бол Нідерланди | 49,44 EL       | Наталя Качмарек Польща | 49,94      | Анна Келбасинська Польща                                                                                      | 50,29       |
| 800 метрів протокол • відео                                                 | Кілі Годжкінсон Велика Британія | 1.59,04        | Ренель Ламот Франція | 1.59,49    | Анна Велгош Польща                                                                                            | 1.59,87     |
| 1500 метрів протокол • відео                                                | Лора М'юр Велика Британія | 4.01,08        | Кіара Магіен Ірландія | 4.02,56 SB | Софія Еннауї Польща                                                                                           | 4.03,59     |
| 5000 метрів протокол • відео                                                | Констанце Клостергальфен Німеччина | 14.50,47       | Ясмін Джан Туреччина | 14.56,91   | Ейліш Макколган Велика Британія                                                                               | 14.59,34    |
| 10000 метрів протокол • відео                                               | Ясмін Джан Туреччина | 30.32,57 SB    | Ейліш Макколган Велика Британія | 30.41,05   | Лона Салпетер Ізраїль                                                                                         | 30.46,37 NR |
| 100 метрів з бар'єрами протокол • відео                                     | Пія Скшишовська Польща | 12,53          | Козак Лука Угорщина | 12,69 NR   | Дітаджі Камбунджі Швейцарія                                                                                   | 12,74       |
| 400 метрів з бар'єрами протокол • відео                                     | Фемке Бол Нідерланди | 52,67 CR       | Вікторія Ткачук Україна | 54,30      | Анна Рижикова Україна                                                                                         | 54,86       |
| 3000 метрів з перешкодами протокол • відео                                  | Луїза Гега Албанія | 9.11,31 CR     | Леа Меєр Німеччина | 9.15,35 PB | Елізабет Берд Велика Британія                                                                                 | 9.23,18     |
| 4×100 метрів протокол (забіг 1) протокол (забіг 2) протокол (фінал) • відео | НімеччинаАлександра Бурґгардт Ліза Маєр Джина Люкенкемпер Ребекка Гаазе Джессіка-Б'янка Вессолі (забіг)                                    | 42,34          | ПольщаПія Скшишовська Анна Келбасинська Маріка Попович-Драпала Єва Свобода Магдалена Стефанович (забіг) Мартина Котвіла (забіг)       | 42,61 NR   | ІталіяЗейнаб Доссо Далія Каддарі Анна Бонджорні Алессія Павезе Глорія Хупер (забіг)                           | 42,84       |
| 4×400 метрів протокол (забіг 1) протокол (забіг 2) протокол (фінал) • відео | НідерландиЕвеліне Салберг Ліке Клавер Лісанне де Вітте Фемке Бол Андреа Баума (забіг) Лаура де Вітте (забіг)                               | 3.20,87 EL     | ПольщаАнна Келбасинська Іга Баумгарт-Вітан Юстина Швенти-Ерсетиц Наталя Качмарек Кінга Гацька (забіг) Малгожата Голуб-Ковалик (забіг) | 3.21,68 SB | Велика БританіяВікторія Огуруогу Ама Піпі Джоді Вільямс Ніколь Єргін Зої Кларк (забіг) Лавіаї Нільсен (забіг) | 3.21,74 SB  |
| Марафон протокол • відео                                                    | Александра Лісовська Польща | 2:28.36 SB     | Матея Парлов Коштро Хорватія | 2:28.42    | Нінке Брінкман Нідерланди                                                                                     | 2:28.52     |
| Марафон (командна першість)                                                 | НімеччинаМіріам Даттке (2:28.52) Дебора Шенеборн (2:30.35) Рабея Шенеборн (2:31.36) Катаріна Штайнрук (2:32.41) Крістіна Гендель (2:35.14) | 7:28.48        | ІспаніяМарта Галімані (2:31.14) Ірене Пелайо (2:33.15) Елена Лойо (2:34.56) Лаура Мендес (2:39.15)                                    | 7:39.25    | ПольщаАлександра Лісовська (2:28.36) Ангеліка Мах (2:35.03) Моніка Яцкевич (2:37.15)                          | 7:40.54     |
| Ходьба 20 кілометрів протокол                                               | Антігоні Дрісбіоті Греція | 1:29.03 PB     | Катажина Здзебло Польща | 1:29.20    | Саскія Файге Німеччина                                                                                        | 1:29.25 PB  |
| Ходьба 35 кілометрів протокол                                               | Антігоні Дрісбіоті Греція | 2:47.00        | Ракель Гонсалес Іспанія | 2:49.10    | Мадарас Вікторія Угорщина                                                                                     | 2:49.58 PB  |
| Стрибки у висоту протокол • відео                                           | Ярослава Магучіх Україна | 1,95 відео     | Марія Вукович Чорногорія | 1,95       | Ангеліна Топич Сербія                                                                                         | 1,93        |
| Стрибки з жердиною протокол                                                 | Вілма Мурто Фінляндія | 4,85 CR        | Екатеріні Стефаніді Греція | 4,75 SB    | Тіна Шутей Словенія                                                                                           | 4,75        |
| Стрибки у довжину протокол                                                  | Івана Вулета Сербія | 7,06 SB        | Малайка Мігамбо Німеччина | 7,03 SB    | Джазмін Соєрс Велика Британія                                                                                 | 6,80        |
| Потрійний стрибок протокол • відео                                          | Марина Бех-Романчук Україна | 15,02 EL       | Крістійна Мякеля Фінляндія | 14,64 NR   | Анна Міненко Ізраїль                                                                                          | 14,45       |
| Штовхання ядра протокол • відео                                             | Джессіка Схілдер Нідерланди | 20,24 EL       | Оріоль Донгмо Португалія | 19,82 NR   | Йорінде ван Клінкен Нідерланди                                                                                | 18,94       |
| Метання диска протокол                                                      | Сандра Перкович Хорватія | 67,95          | Крістін Пуденц Німеччина | 67,87 PB   | Клаудіне Віта Німеччина                                                                                       | 65,20 SB    |
| Метання молота протокол                                                     | Б'янка Гелбер Румунія | 72,72          | Єва Рожанська Польща | 72,12 PB   | Сара Фантіні Італія                                                                                           | 71,58       |
| Метання списа протокол • відео                                              | Еліна Дженго Греція | 65,81 PB відео | Адріана Вілагош Сербія | 62,01      | Барбора Шпотакова Чехія                                                                                       | 60,68       |
| Семиборство протокол • відео                                                | Нафіссату Тіам Бельгія | 6628           | Адріанна Сулек Польща | 6532       | Аннік Келін Швейцарія                                                                                         | 6515 NR     |

## Медальний залік
| Місце                | Країна               | Золото | Срібло | Бронза | Загалом |
| -------------------- | -------------------- | ------ | ------ | ------ | ------- |
| 1                    | Німеччина            | 7      | 7      | 2      | 16      |
| 2                    | Велика Британія      | 6      | 6      | 8      | 20      |
| 3                    | Іспанія              | 4      | 3      | 3      | 10      |
| 4                    | Греція               | 4      | 1      | 0      | 5       |
| 5                    | Нідерланди           | 4      | 0      | 2      | 6       |
| 6                    | Польща               | 3      | 6      | 5      | 14      |
| 7                    | Італія               | 3      | 2      | 6      | 11      |
| 8                    | Норвегія             | 3      | 1      | 2      | 6       |
| 9                    | Україна              | 2      | 1      | 2      | 5       |
| 10                   | Фінляндія            | 2      | 1      | 1      | 4       |
| 11                   | Хорватія             | 2      | 1      | 0      | 3       |
| 12                   | Швейцарія            | 1      | 3      | 2      | 6       |
| 13                   | Сербія               | 1      | 2      | 1      | 4       |
| 14                   | Швеція               | 1      | 2      | 0      | 3       |
| 15                   | Ізраїль              | 1      | 1      | 3      | 5       |
| 16                   | Туреччина            | 1      | 1      | 1      | 3       |
| 17                   | Бельгія              | 1      | 1      | 0      | 2       |
| 17                   | Португалія           | 1      | 1      | 0      | 2       |
| 19                   | Албанія              | 1      | 0      | 0      | 1       |
| 19                   | Литва                | 1      | 0      | 0      | 1       |
| 19                   | Румунія              | 1      | 0      | 0      | 1       |
| 22                   | Франція              | 0      | 4      | 5      | 9       |
| 23                   | Угорщина             | 0      | 2      | 1      | 3       |
| 24                   | Чехія                | 0      | 1      | 2      | 3       |
| 25                   | Ірландія             | 0      | 1      | 1      | 2       |
| 25                   | Словенія             | 0      | 1      | 1      | 2       |
| 27                   | Чорногорія           | 0      | 1      | 0      | 1       |
| 28                   | Данія                | 0      | 0      | 1      | 1       |
| 28                   | Естонія              | 0      | 0      | 1      | 1       |
| Загалом (29 збірних) | Загалом (29 збірних) | 50     | 50     | 50     | 150     |

## Відеопідсумки
- День 1 на YouTube
- День 2 на YouTube
- День 3 на YouTube
- День 4 на YouTube
- День 5 на YouTube
- День 6 на YouTube
- День 7 на YouTube

## Виступ українців
Збірна України для участі на чемпіонаті була затверджена у складі 54 атлетів (28 чоловіків і 26 жінок). Із них не взяли участі у змаганнях 4 чоловіків (Ерік Костриця, Олександр Сосновенко, Василь Макух та Дмитро Романюк) та 1 жінка (Надія Боровська).
| Чоловіки (24) | Чоловіки (24)                                                           | Чоловіки (24) | Чоловіки (24) |
| Місце         | Атлет                                                                   | Дисципліна    | Результат     |
| ------------- | ----------------------------------------------------------------------- | ------------- | ------------- |
| 3             | Андрій Проценко                                                         | висота        | 2,27          |
|               | Михайло Кохан                                                           | молот         | 78,48         |
|               | Мар'ян Закальницький                                                    | ходьба 35 км  | 2:39.06 SB    |
|               | Іван Банзерук                                                           | ходьба 35 км  | 2:39.34 SB    |
|               | Віктор Шумік                                                            | ходьба 20 км  | 1:25.51 SB    |
|               | Антон Радько                                                            | ходьба 35 км  | 2:43.10 SB    |
|               | Іван Лосев                                                              | ходьба 20 км  | 1:27.10 SB    |
|               | Сергій Світличний                                                       | ходьба 20 км  | 1:28.51 SB    |
|               | Віталій Шафар                                                           | марафон       | 2:22.24       |
|               | Ігор Гелетій                                                            | марафон       | 2:26.33 SB    |
| заб           | Данило Даниленко                                                        | 400 м         | 46,39 SB      |
| заб           | Сергій Смелик Станіслав Коваленко Кирило Приходько Андрій Васильєв      | 4×100 м       | 39,62 SB      |
| заб           | Олексій Поздняков Данило Даниленко Микита Барабанов Олександр Погорілко | 4×400 м       | 3.04,15 SB    |
| кв            | Богдан Бондаренко                                                       | висота        | 2,17          |
| кв            | Роман Кокошко                                                           | ядро          | 19,86         |
| кв            | Микита Нестеренко                                                       | диск          | 57,59         |
| кв            | Михайло Гаврилюк                                                        | молот         | 71,14         |
| кв            | Артур Фельфнер                                                          | спис          | 76,06         |

| Жінки (25) | Жінки (25)          | Жінки (25)   | Жінки (25)        |
| Місце      | Атлетка             | Дисципліна   | Результат         |
| ---------- | ------------------- | ------------ | ----------------- |
| 1          | Ярослава Магучіх    | висота       | 1,95              |
| 1          | Марина Бех-Романчук | потрійний    | 15,02 EL          |
| 2          | Вікторія Ткачук     | 400 м з/б    | 54,30             |
| 3          | Анна Рижикова       | 400 м з/б    | 54,86             |
|            | Людмила Оляновська  | ходьба 20 км | 1:29.46 SB        |
|            | Марина Бех-Романчук | довжина      | 6,76              |
|            | Ірина Геращенко     | висота       | 1,93              |
|            | Ірина Климець       | молот        | 69,18             |
|            | Валерія Зіненко     | 10000 м      | 31.55,60 PB       |
|            | Інна Лосева         | ходьба 35 км | 2:57.55 SB        |
|            | Наталія Стребкова   | 3000 м з/п   | 9.37,52           |
|            | Олена Собчук        | ходьба 20 км | 1:32.07           |
|            | Юлія Левченко       | висота       | 1,86 (1,87)[a]    |
|            | Юлія Лобан          | семиборство  | 5846 SB           |
|            | Тамара Гаврилюк     | ходьба 35 км | 3:21.01 SB        |
|            | Тетяна Гамера       | марафон      | 2:37.28 SB        |
|            | Марина Немченко     | марафон      | 2:53.13 SB        |
| пф         | Наталія Кроль       | 800 м        | 2.01,84 (2.00,89) |
| заб        | Ольга Ляхова        | 800 м        | 2.02,91           |
| заб        | Ганна Плотіцина     | 100 м з/б    | 13,66             |
| кв         | Яна Гладійчук       | жердина      | 4,25              |
| кв         | Марина Килипко      | жердина      | 4,25              |
| кв         | Ганна Гацько        | спис         | 57,39             |
| ф          | Євгенія Прокоф'єва  | марафон      | DNF               |
| ф          | Вікторія Калюжна    | марафон      | DNF               |
| ф          | Ганна Шевчук        | ходьба 20 км | DQ                |

a  Тут і надалі у дужках вказаний більш високий результат, що був показаний на попередній стадії змагань (у забігу чи кваліфікації).

### Прес-релізи Світової легкої атлетики
- Luckenkemper adds to thrilling home wins as European Championships begins in Munich. Світова легка атлетика. Архів оригіналу за 17 серпня 2022. Процитовано 17 серпня 2022.
- Klosterhalfen claims 5000m crown, Ingebrigtsen does double in Munich. Світова легка атлетика. Архів оригіналу за 19 серпня 2022. Процитовано 19 серпня 2022.
- Warholm and Bol break championship records for 400m hurdles success in Munich. Світова легка атлетика. Архів оригіналу за 20 серпня 2022. Процитовано 20 серпня 2022.
- Duplantis and Bol deliver again as Hodgkinson finally gets her gold in Munich. Світова легка атлетика. Архів оригіналу за 21 серпня 2022. Процитовано 21 серпня 2022.
- European Championships conclude with strong night for hosts Germany. Світова легка атлетика. Архів оригіналу за 22 серпня 2022. Процитовано 22 серпня 2022.

### Прес-релізи Європейської легкоатлетичної асоціації
- День 1:
  - Ehammer in early command of the decathlon after 8.31m long jump. Європейська легкоатлетична асоціація. Архів оригіналу за 15 серпня 2022. Процитовано 15 серпня 2022.
  - Ringer’s late charge seals triumphant marathon gold for Germany in Munich. Європейська легкоатлетична асоціація. Архів оригіналу за 15 серпня 2022. Процитовано 15 серпня 2022.
  - Former champion Can regains her 10,000m title with masterful surge in Munich. Європейська легкоатлетична асоціація. Архів оригіналу за 16 серпня 2022. Процитовано 16 серпня 2022.
  - Schilder and Mihaljevic win historic shot put titles in Munich. Європейська легкоатлетична асоціація. Архів оригіналу за 16 серпня 2022. Процитовано 16 серпня 2022.
- День 2:
  - Ntrismpioti clinches breakthrough 35km race walk gold at the age of 38. Європейська легкоатлетична асоціація. Архів оригіналу за 16 серпня 2022. Процитовано 16 серпня 2022.
  - Mihambo opens her title defence with 6.99m in long jump qualifying. Європейська легкоатлетична асоціація. Архів оригіналу за 16 серпня 2022. Процитовано 16 серпня 2022.
  - Home favourite Luckenkemper wins a 100m thriller by a whisker in Munich. Європейська легкоатлетична асоціація. Архів оригіналу за 17 серпня 2022. Процитовано 17 серпня 2022.
  - Kaul’s second day charge clinches dramatic decathlon gold in Munich. Європейська легкоатлетична асоціація. Архів оригіналу за 17 серпня 2022. Процитовано 17 серпня 2022.
- День 3:
  - Ceh and Thiam in record-breaking form on the third morning session in Munich. Європейська легкоатлетична асоціація. Архів оригіналу за 17 серпня 2022. Процитовано 17 серпня 2022.
  - No hurdles for Bol who storms to European 400m title in 49.44. Європейська легкоатлетична асоціація. Архів оригіналу за 18 серпня 2022. Процитовано 18 серпня 2022.
  - Former U20 standouts Ghelber and Murto graduate to senior honours in Munich. Європейська легкоатлетична асоціація. Архів оригіналу за 18 серпня 2022. Процитовано 18 серпня 2022.
- День 4:
  - Favourites Warholm and Bol on course for 400m hurdles titles in Munich. Європейська легкоатлетична асоціація. Архів оригіналу за 18 серпня 2022. Процитовано 18 серпня 2022.
  - Thiam closes in on her second full set of major heptathlon titles in Munich. Європейська легкоатлетична асоціація. Архів оригіналу за 18 серпня 2022. Процитовано 18 серпня 2022.
  - Klosterhalfen times it to perfection to win 5000m gold in Munich. Європейська легкоатлетична асоціація. Архів оригіналу за 18 серпня 2022. Процитовано 18 серпня 2022.
  - Vuleta: "It wasn’t even an option to come here and fail to win". Європейська легкоатлетична асоціація. Процитовано 19 серпня 2022.
- День 5:
  - Hosts Germany lead men’s 4x100m heats with sparkling national record of 37.97. Європейська легкоатлетична асоціація. Архів оригіналу за 19 серпня 2022. Процитовано 19 серпня 2022.
  - Warholm and Bol provide a 400m hurdles masterclass in Munich. Європейська легкоатлетична асоціація. Архів оригіналу за 20 серпня 2022. Процитовано 20 серпня 2022.
  - Magic Muir lands back-to-back European 1500m titles in Munich. Європейська легкоатлетична асоціація. Архів оригіналу за 20 серпня 2022. Процитовано 20 серпня 2022.
  - Bekh-Romanchuk wins emotional triple jump title for Ukraine with 15.02m in Munich. Європейська легкоатлетична асоціація. Архів оригіналу за 20 серпня 2022. Процитовано 20 серпня 2022.
- День 6:
  - Greek lightning strikes twice as Ntrismpioti wins double gold in the race walk in Munich. Європейська легкоатлетична асоціація. Архів оригіналу за 20 серпня 2022. Процитовано 20 серпня 2022.
  - Mondo Magic in Munich as Duplantis clears a championship record of 6.06m. Європейська легкоатлетична асоціація. Архів оригіналу за 21 серпня 2022. Процитовано 21 серпня 2022.
  - Bol emulates Blankers-Koen with third gold medal of the championships in Munich. Європейська легкоатлетична асоціація. Архів оригіналу за 21 серпня 2022. Процитовано 21 серпня 2022.
- День 7:
  - Germany’s relay heroics propel hosts to the top of the medal table in Munich. Європейська легкоатлетична асоціація. Архів оригіналу за 22 серпня 2022. Процитовано 22 серпня 2022.
  - Weber lands javelin gold as Mahuchikh completes the set of European high jump titles. Європейська легкоатлетична асоціація. Архів оригіналу за 22 серпня 2022. Процитовано 22 серпня 2022.